# Pandemos palaeste
Pandemos palaeste är en fjärilsart som beskrevs av William Chapman Hewitson 1870. Pandemos palaeste ingår i släktet Pandemos och familjen Riodinidae. Inga underarter finns listade i Catalogue of Life.